# Pachyphytum
Pachyphytum ist eine Pflanzengattung aus der Familie der Dickblattgewächse (Crassulaceae).
Der botanische Name der Gattung leitet sich aus den griechischen Wörtern pachys für dick oder kräftig und phyton für Pflanze ab. Er verweist auf die meist verdickten Blätter der Arten der Gattung.

## Beschreibung

### Vegetative Merkmale
Die Arten der Gattung Pachyphytum sind ausdauernde sukkulente Pflanzen. Sie wachsen als unbehaarte Rosettenpflanzen. Die meist kurzen Triebe sind jung aufrecht bis zu 70 cm und später niederliegend bis länger als 1 m. Die meist einfachen und gelegentlich basal verzweigenden Triebe können einen Durchmesser von bis zu 3,5 cm erreichen. Die Rosetten haben einen Durchmesser von 6 bis 20 cm und setzen sich aus 10 bis 40, selten auch bis 80, deutlich voneinander abgesetzten, oft intensiv blau bereiften Blättern zusammen. Zur Triebspitze hin stehen die Blätter deutlich gedrängter aneinander. Die jungen Blätter stehen mehr oder weniger aufrecht, später dann ausgebreitet und die Älteren oft zurückgebogen. Sie sind verkehrt ei- bis spatelförmig oder elliptisch-länglich bis lanzettlich und enden meist stumpf bis spitz.

### Blütenstände, Blüten und Früchte
Der aufrechte Blütenstand erscheint seitlich aus den Blattachseln der oberen Blätter. Die unteren 10 bis 20 cm der Blütenstiele sind ohne Blätter, die oberen 6 bis 9 cm sind mit basal gespornten, blattähnlichen Brakteen besetzt. Der Blütenstand ist einfach und zunächst überhängend. Später ist er aufgerichtet und trägt bis zu 50 Einzelblüten. Die Hochblätter (Brakteen) sind meist überlappend und elliptisch bis verkehrt eiförmig oder lanzettlich geformt. Sie sind basal oft pfeilförmig bis stängelumfassend oder mehr oder weniger zweizähnig gespornt.
Der nach oben hin dicker werdende Blütenstiel hat einen Durchmesser von 2 bis 15 mm. Die Blüten sind fünf-, selten sechszählig und obdiplostemon. Die röhren-, tonnen- oder glockenförmige, manchmal auch fünfkantige Blütenkrone misst an der Basis 5,5 bis 17 mm × 3,5 bis 10 mm und an der Spitze 4,5 bis 17 mm im Durchmesser. Sie ist weiß bis rosa, seltener orange bis rot oder rötlich gefärbt. Die länglichen bis verkehrt lanzettlichen Kronblätter sind 7 bis 17 mm × 2,5 bis 6 mm groß. Die Blütenröhre ist zur Blüte meist oberhalb der Mitte ausgebreitet und zurückgebogen. Auf der Innenseite befindet sich oberhalb der Mitte meist ein roter Fleck. Die Staubblätter stehen in zwei Kreisen. Die grünlichen oder roten Griffel sind undeutlich abgesetzt und 1 bis 2 mm groß. Die Bestäubung erfolgt vermutlich durch Kolibris.
Die Früchte sind spreizend und öffnen sich an der Naht teilweise bis vollständig. Der verkehrt eiförmige Samen ist glatt, rotbraun und 0,5 bis 0,8 mm × 0,25 bis 0,4 mm groß.

## Systematik und Verbreitung
Die Gattung Pachyphytum wurde von Heinrich Friedrich Link, Johann Friedrich Klotzsch und Christoph Friedrich Otto 1841 aufgestellt und in der Allgemeinen Gartenzeitung erstbeschrieben. Das natürliche Verbreitungsgebiet der Pflanzen der Gattung ist das östliche und zentrale Mexiko. Sie wachsen dort auf Felshängen in Höhen von 600 bis 2500 m.
Nach Joachim Thiede umfasst die Gattung Pachyphytum die folgenden Arten, die in zwei Sektionen untergliedert werden.

| Sektion Diotostemon: - Pachyphytum brevifolium Rose - Pachyphytum coeruleum J.Meyrán - Pachyphytum compactum Rose - Pachyphytum hookeri A.Berger - Pachyphytum machucae I.García, Glass & Cházaro, ursprünglichste Art der Gattung, eventuell der Pachyphytum oviferum-Gruppe zugehörig Sektion Pachyphytum (einschl. Sektion Ixiocaulon): - Pachyphytum oviferum-Gruppe: - Pachyphytum bracteosum Link, Klotzsch & Otto - Pachyphytum caesium Kimnach & Moran - Pachyphytum garciae Pérez-Calix & Glass - Pachyphytum longifolium Rose - Pachyphytum oviferum J.A.Purpus - Pachyphytum werdermannii-Gruppe: - Pachyphytum fittkaui Moran - Pachyphytum glutinicaule Moran - Pachyphytum kimnachii Moran - Pachyphytum viride E.Walther - Pachyphytum werdermannii Poelln. |

Es existieren Gattungshybriden mit folgenden Gattungen: Echeveria (×Pachyveria), Graptopetalum (×Graptophytum), Lenophyllum (×Lenophytum), Sedum (×Pachysedum), Thompsonella (×Thompsophytum) und Villadia (×Pachyladia).
Pachyphytum ist eng verwandt mit Echeveria. Dies wurde mit Kreuzungsexperimenten untersucht. Die Ergebnisse scheinen darauf hinzuweisen, dass Pachyphytum innerhalb von Echeveria entstanden sein könnte. Neuere Untersuchungen zeigen jedoch, das die Gattung einen molekular-phylogenetisch und morphologisch gut abgrenzbaren (monophyletischen) eigenen Verwandtschaftskreis bildet.

## Nachweise